# Jean Offenberg
Jean Henri Marie Offenberg  (Laeken, Bélgica, 3 de julio de 1916-Digby, Inglaterra, 22 de enero de 1942) conocido como Peike o Pyker fue un piloto de combate durante la Segunda Guerra Mundial.
Se graduó en la Academia de Aviación Militar belga (77.ª promoción) el 1 de marzo de 1938 y fue entrenado como piloto de caza a continuación. El 10 de mayo de 1940 recibió su bautismo de fuego en los cielos de Brustrem como miembro del Grupo N.º 2, 4.º Escuadrón, 2.º Regimiento de Aeronáutica. Los avances alemanes hicieron que las unidades de caza supervivientes fuesen evacuadas a Francia y más adelante a Argelia, vía Córcega. Intentó conseguir un avión para volar hasta Gibraltar, hasta que consiguió viajar a Inglaterra en un carguero, llegando a Liverpool el 16 de julio.
Asignado a la RAF durante la Batalla de Inglaterra, combatió en los escuadrones n.º 145 y n.º 609. Durante su carrera entabló al menos 19 combates aéreos en los que causó 5 derribos confirmados, 5 probables y 5 aeronaves averiadas. A esas victorias hay que añadir 2 derribos y 2 aparatos averiados más con ayuda de otros pilotos.
Murió durante un vuelo de entrenamiento sobre el aeródromo de Digby.